# Arp 261
Arp 261 ist ein wechselwirkendes Galaxienpaar im Sternbild Waage. Die Entfernung des Objektes wird auf etwa 80 Millionen Lichtjahre geschätzt. Innerhalb von Arp 261 wurde am 5. Mai 1995 SN 1995N entdeckt, eine Supernova vom Typ IIn. Halton Arp gliederte seinen Katalog ungewöhnlicher Galaxien nach rein morphologischen Kriterien in Gruppen. Diese Galaxie gehört zu der Klasse Galaxien mit unregelmäßigen Klumpen.